# Acrocercops albidorsella
Acrocercops albidorsella là một loài bướm đêm thuộc họ Gracillariidae. Nó được tìm thấy ở Guadalcanal và quần đảo Rennell, ở quần đảo Solomon. Nó được miêu tả bởi J.D. Bradley năm 1957.